# Bauk
Bauk (serb. Баук) – potwór w mitologii słowiańskiej występujący w wierzeniach ludowych na terenie Serbii.
Pojawia się w ludowych kołysankach dla dzieci. W pieśniach ludowych południowych Słowian często występował wraz z wilkami, symbolizującymi siłę i drapieżną naturę świata zwierząt.

## Opis
W ciągu dnia bauk chować się miał w ciemnych miejscach: norach i opuszczonych domach, gdzie czyhał na swoją ofiarę, by ją porwać i pożreć. Ze względu na jego ukrywanie się w ciemności jego wygląd nie jest znany, jednak jego obecność miał potwierdzać dźwięk drapania pazurami o drewno, a także sapanie w ciemności. Chociaż jego wygląd pozostawał tajemnicą, pojawiały się różne teorie na ten temat. Najczęściej przedstawiono go jako potwora przypominającego niedźwiedzia z długimi szponami. Pojawiały się jednak teorie, że potwór jest amorficzny, a zmiennokształtność ułatwia mu ukrywanie się w cieniu i polowanie na swoje ofiary. Sposobem odpędzenia bauka było światło i krzyki, gdyż ten nie lubił hałasu. Potwór miał się bać przede wszystkim światła naturalnego.
Wydawał dźwięk bau!, którego polskim odpowiednikiem jest bu! – wyraz używany do straszenia.

## Nazwa
Możliwe, że potwór swoją nazwę zawdzięcza dźwiękowi bau, który miał wydawać. Od nazwy tego mitycznego stworzenia pochodzi serbski czasownik bauljati określający niezdarny chód. Określenie bauk było używane jako hipokorystyk dla określenia niedźwiedzia.
Słowa bauk używa się wobec określenia niektórych pająków i kosarzy, a także węża, lisa, wilka oraz innych zwierząt.

## Geneza
Z uwagi na liczne podobieństwa opisu bauka do niedźwiedzia przyjmuje się, że to właśnie te zwierzęta są w rzeczywistości mitycznym potworem. W Serbii zwierzęta te kiedyś występowały, jednak zostały wytępione, stąd możliwe, że przetrwały w legendach i folklorze. Niedźwiedzi bano się, a więc strach mógł przetrwać także w ludowych podaniach jako ostrzeżenie przed tymi zwierzętami. Jego „zdemonizowanie” mogło mieć na celu lepszy efekt w dotarciu do wyobraźni dzieci, które ostrzegano przed zagrożeniem ze strony niedźwiedzia.

## W kulturze popularnej
W grudniu 2024 roku ukazał się zwiastun gry Wiedźmin IV, w którym występował Bauk. Reżyser gry, Sebastian Kalemba, przekazał, że stworzenie ma zdolność wyczuwania strachu, za pomocą którego potrafi paraliżować, dzięki czemu jego ofiara staje się łatwym łupem i posiłkiem.

### Tłumaczenia
Jako bauk zostało przetłumaczone:
- słowo goblin w niektórych dziełach Tolkiena w tłumaczeniu Mary i Milana Milišić(inne języki)[5][3],
- angielskie słowo ogre (pol. ogr) w serbskim dubbingu w serii Shrek[6],
- boggart (w wersji polskiej bogin[7]) w chorwackiej wersji językowej serii Harry Potter[8][3],
- w tłumaczeniu Nikoli Pajvančića określenie the imp używane wobec Tyriona Lannistera w serii powieści Pieśń lodu i ognia[9][3].

## Odpowiedniki w innych kulturach
W wielu kulturach pojawiają się potwory służące do straszenia dzieci o zbliżonym opisie. Są to np. Boogeyman w krajach anglojęzycznych, hiszpański i latynoamerykański Coco czy polskie Bobo (w wersji śląskiej Bebok).